# Amasvaara naturreservat
Amasvaara naturreservat är ett naturreservat i Gällivare kommun i Norrbottens län.
Området är naturskyddat sedan 2024 och är 964 hektar stort. Reservatet ligger nordost om Gällivare och består av tre bergtoppar med gles björkskog och nedanför gran- och tallskog samt mellan topparna finns mindre myrar.